# Zdzisław Wola
Zdzisław Wola (ur. 14 czerwca 1934 w Sosnowcu, zm. 3 czerwca 1963 w Mysłowicach) – polski piłkarz występujący na pozycji napastnika.

## Kariera piłkarska
Wychowanek AKS Niwka, skąd w 1959 r. trafił do II-ligowej Stali Sosnowiec. W nowej drużynie debiutował 15 marca 1959 r. w meczu Stal Sosnowiec - Stal Rzeszów (3:0), w którym zdobył 2 gole. Swój ostatni występ dla sosnowieckiej drużyny zaliczył 9 maja 1960 r. w meczu Legia Warszawa - Stal (1:0).

### Statystyki piłkarskie
W I lidze rozegrał 1 mecz jako zawodnik Stali Sosnowiec
W II lidze rozegrał 16 meczów i zdobył 7 bramek jako zawodnik Stali Sosnowiec
| Sezon | Klub           | Liga    | Mecze | Gole | Uwagi           |
| ----- | -------------- | ------- | ----- | ---- | --------------- |
| 1959  | Stal Sosnowiec | II liga | 16    | 7    | awans do I ligi |
| 1960  | Stal Sosnowiec | I liga  | 1     | 0    |                 |
|       | suma           | II liga | 16    | 7    |                 |
|       | suma           | I liga  | 1     | 0    |                 |
|       |                |         |       |      |                 |

## Sukcesy
- awans do I ligi 1959 ze Stalą Sosnowiec